# معهد الائتمان الرياضي
معهد الائتمان الرياضي هو بنك عام إيطالي يخضع لإدارة خاصة من قبل بنك إيطاليا منذ عام 2011.
وفقًا لعقد التأسيس الجديد الذي تم تمريره في عام 2014 (والذي حل محل إصدار 2005) ، كان البنك مملوكًا بالأغلبية من قبل وزارة الاقتصاد والمالية الإيطالية (80.438٪) ، كاسا ديبوست اي بريستيتي (2.214٪) و كوني سيرفيسي (شركة مملوكة للوزارة الاقتصاد والتمويل ولكن مرتبطًا بـ اللجنة الأولمبية الوطنية الإيطالية (6.702٪) بالإضافة إلى البنوك الخاصة الأخرى: يونكريديتو وبنك مونتي دي باشي دي سيينا وإنتيسا سان باولو و البنك الوطني للشغل واسيكورازيوني جنرالي وبانكو دي ساردينيا و كريديوب. النظام الأساسي الجديد حساب نسبة الملكية ، مما جعل القطاع الخاص يمتلك 11٪ فقط من رأس مال البنك. تم تعديل النظام الأساسي أيضًا في عام 1993.